# Bezirk Wittingau

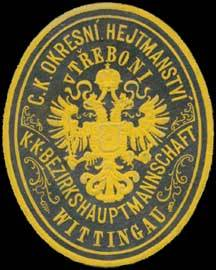
Siegelmarke C.K. Okresní hejtmanství v Třeboňi / Bezirkshauptmannschaft Wittingau

Der Bezirk Wittingau (tschechisch politický okres Třeboň) war ein Politischer Bezirk im Königreich Böhmen. Der Bezirk umfasste Gebiete in Südböhmen im heutigen Jihočeský kraj (Okres Jindřichův Hradec bzw. Tábor). Sitz der Bezirkshauptmannschaft (tschechisch Okresní hejtmanství Třeboň) war die Stadt Wittingau (Třeboň). Das Gebiet gehörte seit 1918 zur neu gegründeten Tschechoslowakei und ist seit 1993 Teil Tschechiens.

## Geschichte
Die modernen, politischen Bezirke der Habsburgermonarchie wurden 1868 im Zuge der Trennung der politischen von der judikativen Verwaltung geschaffen.
Der Bezirk Wittingau wurde 1868 aus den Gerichtsbezirken Lomnitz an der Lainsitz (tschechisch soudní okres Lomnice nad Lužnicí), Wesseli an der Lainsitz (Veselí nad Lužnicí) und Wittingau (Třeboň) gebildet.
Im Bezirk Wittingau lebten 1869 45.538 Personen, wobei der Bezirk ein Gebiet von 14,2 Quadratmeilen und 61 Gemeinden umfasste.
1900 beherbergte der Bezirk 47.994 Menschen, die auf einer Fläche von 800,78 km² bzw. in 78 Gemeinden lebten.
Der Bezirk Wittingau umfasste 1910 eine Fläche von 800,77 km² und beherbergte eine Bevölkerung von 48.825 Personen. Von den Einwohnern hatten 1910 47.383 Tschechisch und 1.375 Deutsch als Umgangssprache angegeben. Weiters lebten im Bezirk 67 Anderssprachige oder Staatsfremde. Zum Bezirk gehörten drei Gerichtsbezirke mit insgesamt 78 Gemeinden bzw. 81 Katastralgemeinden.